# Nikolaï Iegorov
Nikolaï Dmitriïevitch Iegorov (russe : Николай Дмитриевич Егоров), né le 3 mai 1951 à Zassovskaya et décédé le 25 avril 1997 à Moscou, est un homme politique russe. 
Il est gouverneur du kraï de Krasnodar en 1992-1994 et en 1996-1997, ministre des affaires ethniques de la fédération de Russie en 1994-1995, représentant du président de la fédération de Russie en Tchétchénie et chef de l'administration présidentielle russe en 1995-1996.
Iegorov joue également un rôle important dans la direction de la campagne de réélection d'Eltsine.
Il avait le grade civil de conseiller d'État effectif de la fédération de Russie de 1re classe.